# Konzeptfahrzeuge von Mazda
Seit 1965 zeigt die heutige Mazda Motor Corporation regelmäßig neue Konzeptfahrzeuge. Anfangs vor allem auf Weiterentwicklungen des Wankelmotors bedacht, zeigen die Studien seit einigen Jahren meist technische Neuerungen oder Designkonzepte.
Seit 2010 werden die Studien von Mazda im Kodo-Design gestaltet, das auch bei den aktuellen Serienmodellen zur Anwendung kommt.

## Chronologische Übersicht
| Mazda R16A (1965) |
| Der 1965 entwickelte Mazda R16A orientiert sich optisch an Porsche 718 und Lotus 23 und ist ebenfalls mit einem Mittelmotor ausgestattet. Die Testfahrten des Wagens finden zur Erprobung überwiegend auf dem Miyoshi Proving Ground statt. Die Tests mit dem R16A tragen dazu bei, den Zweischeibenmotor des Cosmo zur Serienreife zu bringen. |
| Mazda RX-85 (1967) |
| Mit dem RX-85 folgt im Jahr 1965 eine seriennahe Limousine, die ebenfalls mit einem Wankelmotor ausgestattet ist. Aus ihr entstand das Serienmodell Mazda R100. |
| Mazda RX-87 (1967) |
| Mit dem 1967 gezeigten Mazda MX-87 präsentierte Mazda neben dem Mazda Cosmo 110 S ein weiteres Fahrzeug mit einem Wankelmotor. Es wurde auf der Tokyo Motor Show der Öffentlichkeit vorgestellt und ging 1969 als Mazda R130 in Serie. |
| Mazda RX-500 (1970) |
| Der 1970 präsentierte Mazda RX-500 ist ein Mittelmotor-Sportwagen mit zwei 491-cm³-Wankelmotoren, die gemeinsam 182 kW (247 PS) leisten. Der Wagen wurde als mobile Testumgebung für Hochgeschwindigkeitssicherheit konzipiert. |
| Mazda MX-81 Aria (1981) |
| Der nach dem italienischen Wort für Luft benannte Mazda MX-81 Aria basierte auf dem Mazda 323 und wurde von Marc Deschamps, seinerzeit Chefdesigner bei Bertone, entworfen. Er besitzt eine Lenkung aus Kunststoffgliederbändern und statt herkömmlichen Instrumenten einen Röhrenbildschirm. |
| Mazda MX-02 (1983) |
| Der 1983 entwickelte Mazda MX-02 diente als Versuchsträger für ein Allradlenkung-System und wurde auf der Tokyo Motor Show erstmals dem Publikum vorgestellt. |
| Mazda MX-03 (1985) |
| Auf den MX-02 folgte im Jahr 1985 der Mazda MX-03, der die bereits im MX-02 verbaute Allradlenkung übernahm. Darüber hinaus zeichnete sich der flache Sportwagen durch einen 315 PS (231 kW) starken 2-Liter-Dreischeiben-Wankelmotor mit Turboaufladung aus und erreichte eine Höchstgeschwindigkeit von über 300 km/h. |
| Mazda Telecom Delivery (1985) |
| Der 1985 präsentierte Mazda Telecom Delivery sollte als Vorbote für zukünftige Kleintransporter dienen und war als erstes Nutzfahrzeug mit einem Navigationssystem ausgestattet. Dabei berechnet der Navigationscomputer anhand von zwei Radsensoren und einem Kompass den Verlauf der Wegstrecke. Eine niedrige Ladehöhe von nur 37 Zentimetern, die hydraulisch auf 18 Zentimeter abgesenkt werden kann, gehörte ebenfalls zu den Besonderheiten.                                                                                      |
| Mazda Pair (1987) |
| Der Mazda Pair zeichnete sich durch sein ungewöhnliches Karosseriekonzept aus, bei dem am eigentlichen Fahrzeug ein optisch angeglichenes Element mit großen seitlichen Flügeltüren angehängt und als zusätzlicher Stauraum für sperrige Ladung genutzt werden kann. Ohne Anhänger sollte der Pair als kompaktes Stadtauto eingesetzt werden. |
| Mazda MX-04 (1987) |
| Die Besonderheit des 1987 gezeigten Mazda MX-04 lag der Variabilität seiner Karosserie. So ist es möglich, den Wagen mit geringem Aufwand von einem offenen Spaßautos im Stil eines Buggy in ein vollwertiges Sportcoupé umzubauen. Dies gelingt durch den Austausch von Anbauteilen an der Karosserie. |
| Mazda AZ-550 (1989) |
| Auf der Tokyo Motor Show präsentierte Mazda mit dem AZ-550 ein Konzeptfahrzeug eines kleinen Sportcoupés auf Basis des erfolgreichen Mazda Carol. Der AZ-550 wurde dabei in den drei Varianten A, B und C präsentiert. Alle Modelle wurden von einem 64 PS (47 kW) starken Dreizylinder-Mittelmotor mit 550 cm³ Hubraum angetrieben und unterschieden sich nur in der optischen Gestaltung. Aus der A-Variante des AZ-550 ging später das Serienmodell Autozam AZ-1 hervor.                                                              |
| Mazda TD-R (1989) |
| Mit dem Mazda TD-R wurde ebenfalls 1989 ein geländegängiges Coupé mit einer gewissen Ähnlichkeit zum Porsche 959 präsentiert. Das Fahrzeug verfügt über Flügeltüren und wird von einem 16V-Motor angetrieben. Es wiegt knapp 800 Kilogramm und besitzt eine variabel einstellbare Bodenfreiheit zwischen 13 und 23 Zentimetern. |
| Mazda E-Go (1989) |
| 1990 wurde mit dem Mazda E-Go ein mit einem 2,6 Liter großen Zweischeiben-Wankelmotor angetriebener Zweisitzer mit zwei hintereinander liegenden Sitzen präsentiert. Er ist wiegt knapp 560 Kilogramm und besitzt einen Wankelmotor mit 170 PS. |
| Mazda Gissya (1991) |
| Der 1991 vorgestellte Mazda Gissya nutzte einen Wasserstoffantrieb und wurde mit dem aus dem Mazda RX-7 bekannten Zweischeiben-Kreiskolbenmotor ausgestattet. |
| Mazda M2 1004 (1991) |
| Unter dem Namen Mazda M2 1004 folgte 1991 ein auf dem Mazda 121 DB basierender Kleinstlieferwagen mit der Front des 121 und einem Hochdachaufbau. Das Fahrzeug wurde bei M2, einer Tochtermarke von Mazda, entwickelt. |
| Mazda HR-X und HR-X 2 (1991) |
| Der 1991 vorgestellte HR-X markiert Mazdas endgültigen Einstieg in die Forschung von Wasserstoffantrieben. Der Wagen wiegt etwa 1,4 Tonnen und soll bei Tempo 60 rund 230 Kilometer Reichweite besitzen. Einige Monate später wird als Weiterentwicklung derHR-X 2 präsentiert. Im Gegensatz zum HR-X ist der HR-X 2 mit einer konventionellen Limousinenkarosserie bestückt. |
| Mazda London Taxi (1993) |
| Mit dem London Taxi wird im Jahr 1993 ein Konzeptfahrzeug präsentiert, das einen Ausblick auf die Zukunft der Personenbeförderung in London geben sollte. Es ist wasserstoffbetrieben, fährt autonom und wurde von Studenten am Royal College of Art in London gestaltet. |
| Mazda CU-X (1995) |
| Der Mazda CU-X wird im Jahr 1995 als seriennahe Großraumlimousine präsentiert. Er ist 4,15 Meter lang und wird von einem 1,5 Liter großen 100 PS (74 kW)-Motor angetrieben. Zur Ausstattung des Wagens gehören unter anderem ein Navigationssystem, eine Klimaanlage und drehbare Einzelsitze. Eine technische Besonderheit stellt das autonome Kollisionswarnsystem mit Laser-Radar-Technik da, das eigens für den CU-X entwickelt wurde.                                                                                               |
| Mazda BU-X (1995) |
| Der Mazda BU-X wird ebenfalls im Jahr 1995 präsentiert und ist ein optischer Vorbote auf den Mazda Demio, der ein Jahr später die Serienreife erreicht. Der BU-X ist im Gegensatz zum Serienmodell luxuriöser ausgestattet und besitzt eine Offroadoptik. |
| Mazda RX-01 (1995) |
| Mit dem Mazda RX-01 wird 1995 ein progressiv gestalteter Sportwagen präsentiert, der als erster Mazda eine weiterentwickelte Version des bewährten Kreiskolbenmotors besitzt. Der als RENESIS bezeichnete Motor mit seitlichen Ein- und Auslasskanälen bietet dabei die Basis für den Motor des späteren RX-8. |
| Mazda SU-V (1995) |
| Der Mazda SU-V ist ein 1995 vorgestelltes geländegängiges Fahrzeug, das auf der Plattform des Mazda 626 basiert. |
| Mazda Miata M Coupé (1996) |
| Das 1996 vorgestellte und in Kalifornien entwickelte Mazda Miata M Coupé auf der Basis des aktuellen MX-5 NA stammt aus der Feder des MX-5-Designers Tom Matano und ist unter anderem mit 16-Zoll-Leichtmetallrädern, einer gelben Speziallackierung und elektrischen Außenspiegeln ausgestattet. |
| Mazda MV-X (1997) |
| Mit dem 1997 vorgestellten MV-X zeigt Mazda erneut ein in den USA entwickeltes Fahrzeug. Bei Mazda North America entsteht damit eine weitere Großraumlimousine, die bewusst unaufgeregt und sachlich gestaltet ist. |
| Mazda MS-X (1997) |
| Der ebenfalls 1997 vorgestellte MS-X ist eine modern interpretierte Stufenhecklimousine, die im europäischen Entwicklungszentrum von Mazda in Frankfurt am Main entstanden ist. Gemeinsam mit den zeitgleich präsentierten Konzepten MV-X und SW-X bildet der MS-X Mazdas Konzeptfahrzeuge für das Jahr 1997. |
| Mazda SW-X (1997) |
| Als drittes Konzeptfahrzeug von Mazda für das Jahr 1997 wird zeitgleich zu MV-X und MS-X der SW-X präsentiert. Der viertürige Van wird von Mazda mit den Begriffen „Charakteristisches Design“, „Außergewöhnliche Funktionalität“ und „Leichte Ansprechbarkeit gepaart mit hoher Leistung“ beschrieben. |
| Mazda ACTIVEHICLE (1999) |
| Unter dem Namen ACTIVEHICLE präsentiert Mazda 1999 ein SUV mit einem 3 Liter großen V&-Motor. Das Modell bietet die Basis für den 2000 erschienenen Mazda Tribute. |
| Mazda Nextourer (1999) |
| Der 1999 auf der Frankfurter IAA präsentierte Mazda Nextourer ist eine Mischung aus Van und SUV und wird statt mit einem Schlüssel mit einer ID-Karte bedient. Den Antrieb besorgt ein 3,0 Liter großer V6-Motor. |
| Mazda Neospace (1999) |
| Unter dem Namen Neospace folgt ebenfalls 1999 ein kompakter Van mit sogenannten Freestyle-Doors (regulär angeschlagene Vordertüren und hinten angeschlagene Hintertüren von geringer Breite). Die Sitze des nur etwa 3,9 Meter langen Neospace können bei Bedarf verschoben und im Boden versenkt werden. |
| Mazda RX-Evolv (1999) |
| Der 1999 auf der Tokyo Motor Show präsentierte RX-Evolv verfügt ebenfalls über die Freestyle-Doors vom Neospace und wird von einem Wankelmotor angetrieben. Er orientiert sich bereits sehr nah am ab 2003 in Serie produzierten Mazda RX-8. |
| Mazda MX-5 Monoposto (2000) |
| Mit dem 2000 vorgestellten MX-5 Monoposto sollte an legendäre Rennwagen wie den Lotus Eleven und den Jaguar D-Type erinnert werden. Das Fahrzeug wurde auf der SEMA Show 2000 in Las Vegas präsentiert und verfügt über 190 PS. |
| Mazda 626 MPS (2000) |
| Der Mazda 626 MPS feiert sein Debüt auf dem Genfer Autosalon 2000 und war als Konkurrenz zu Subaru Impreza und Mitsubishi Lancer gedacht. Der mit einem 2,5 Liter-V&-Motor und 280 PS ausgestattete Wagen wurde aufgrund mangelnder Resonanz des Publikums nicht in Serie gefertigt. |
| Mazda MX Sport Tourer (2001) |
| 2001 präsentiert Mazda mit dem MX Sport Tourer einen weiteren Van. Er ist ebenfalls mit Freestyle-Doors ausgestattet und wird mit einem Hybrid-Konzept aus einem 2,0 Liter-Benzinmotor und einem 54 PS/40 kW-Elektromotor angetrieben. Eine unten angeschlagenen Heckklappe ermöglicht zudem eine leichtere Beladung des Fahrzeugs. |
| Mazda MX-5 MPS (2001) |
| Mit dem 2001 erstmals gezeigten MX-5 MPS präsentiert Mazda eine weitere leistungsoptimierte Studie eines Serienmodells. Der MX-5 ist mit einem 200 PS/147 kW starken 2-Liter-Motor ausgestattet. |
| Mazda Secret Hideout (2002) |
| Unter der Bezeichnung Secret Hideout (dt. Geheimversteck) wird im Jahr 2001 ein weiterer kleiner Van präsentiert. Der Secret Hideout wird von einem 1,3 L-Reihen-Vierzylindermotor angetrieben und ist ebenfalls mit Freestyle-Doors (regulär angeschlagene Vordertüren und hinten angeschlagene Hintertüren von geringer Breite) versehen. |
| Mazda Cosmo 21 (2002) |
| Die Karosserie des Mazda Cosmo 21 erinnert an den historischen Mazda 110 S Cosmo, der von 1967 bis 1972 gebaut wurde. Die Basis bildete der Roadster MX-5, Motor war der Wankelmotor des Mazda RX-8. |
| Mazda MX Sport Runabout (2002) |
| Der MX Sport Runabout wird 2002 vom Mazda-Designcenter in Japan gestaltet und geht im April 2003 als Mazda2 DY in Serie. |
| Mazda MX Sportif (2003) |
| Der MX Sportif wird 2003 präsentiert und ab September 2003 als erste Generation des Mazda3 auf den Markt gebracht. Das Konzeptfahrzeug wird von einem 2-Liter-Reihenmotor mit 148 PS/110 kW angetrieben. |
| Mazda Ibuki (2003) |
| Der 2003 als Mazda Ibuki (von japanisch: „neue Energie atmen“) präsentierte Roadster wird mit einem 1,6 Liter großen Vierzylinder-Motor angetrieben, der 177 PS (132 kW) leistet. Er besitzt einen Mittelmotor, eine Klimaanlage im Heck und bietet die optische Basis für die 2005 erschienene dritte MX-5-Generation NC. |
| Mazda Kusabi (2003) |
| 2003 wird mit dem Kusabi (von japanisch: „Keil“) eine kantig gestaltete Limousine vorgestellt. Das Fahrzeug wird von einem 1,6 Liter-Commonrail-Dieselmotor angetrieben und bietet als Besonderheit eine Heckklappe, die von hinten oder von den Seiten geöffnet werden kann. |
| Mazda Washu (2003) |
| Der Mazda Washu (von japanisch: „Adlerschwinge“) wird ebenfalls 2003 vorgestellt und erlebt seine Premiere auf der North American International Auto Show in Detroit. Der Washu ist dabei als Sechssitzer mit großen Fensterflächen konzipiert und wird von einem 3,5 Liter-V6-Saugmotor mit 245 PS angetrieben. |
| Mazda RX-8-X-Men (2004) |
| Auf der Los Angeles Auto Show 2003 wird ein optisch umgestalteter Mazda RX-8 gezeigt. Das Fahrzeug besitzt eine blaue Speziallackierung und ist für den Film X-Men 2 gestaltet, der 2003 erscheint. Diverse Designelemente am Wagen in Form eines X deuten auf seine Verwendung im Film hin. |
| Mazda MX-Crossport (2004) |
| Erstmals auf der North American International Auto Show im Januar 2005 präsentiert, wurde der MX-Crossport ab 2006 als Mazda CX-7 in Serie produziert. Das Konzeptfahrzeug wurde dabei beinahe unverändert in die Serie übernommen. |
| Mazda MX-Flexa (2004) |
| Auf Basis des Mazda3 wurde 2004 zudem der MX-Flexa präsentiert. Das Fahrzeug ist mit vier Schiebetüren ausgestattet und besitzt sechs Sitzplätze. Angetrieben wird der MX-Flexa durch einen 2,3 Liter großen Vierzylinder-Reihenmotor mit 168 PS (126 kW). Der Wagen bietet die Basis für den Mazda5 ab 2005. |
| Mazda MX-Micro Sport (2004) |
| Als Kleinwagen-Konzept wird 2004 ebenfalls der MX-Micro Sport gezeigt. Er ähnelt dem Serienmodell Mazda2 und wird auf der North American International Auto Show erstmals gezeigt. Der MX-Micro Sport wird von einem 150 PS starken Zweiliter-Vierzylinder angetrieben und besitzt als technische Besonderheit eine Chipkarte, die dem schlüssellosen Zugang zum Fahrzeug dient und wichtige Fahrzeuginformationen speichert. |
| Mazda Sassou (2005) |
| Der im europäischen Forschungszentrum in Oberursel entstandeneMazda Sassou wird 2005 auf der Internationalen Automobil-Ausstellung in Frankfurt erstmals gezeigt. Das Fahrzeug folgt dabei dem Konzept des „Shoji“, mit dem traditionelle Raumteiler in Japan bezeichnet werden. So wird die Beleuchtung erst durch Benutzung sichtbar und ist sonst unter Kunststoffblenden verborgen. Ein USB-Stick im Innenraum dient der Aktivierung aller Innenraumsysteme.                                                                         |
| Mazda Senku (2005) |
| Unter der Bezeichnung Mazda Senku (von japanisch:„Pionier“) präsentiert Mazda auf der Tokyo Motor Show 2005 ein weiteres Fahrzeug. Der Senku wird mit einem Hybridkonzept aus Wankel- und Elektromotor angetrieben und besitzt elektrisch öffnende Schiebetüren. |
| Mazda Kabura (2006) |
| Seine Premiere erlebt der Mazda Kabura (von japanisch: „kabura-ya“; „Pfeil, der beim Flug ein heulendes Geräusch abgibt“) 2006 auf der North American International Auto Show. Er besitzt einen 2,0 Liter 16-V Frontmotor mit 150 PS und Hinterradantrieb. Sein Design mit Glaskuppel in der Motorhaube, Panoramascheibe und elektronisch regulierbarer Heckscheibentönung ist sehr modern ausgerichtet. |
| Mazda Nagare (2006) |
| 2006 wird auf der LA Auto Show der Mazda Nagare (von japanisch: „Fluss“) präsentiert, der von Franz von Holzhausen entworfen wurde. Die Gestaltung des Wagens orientiert sich dabei am Namen und ist mit einer fließend gestalteten Karosserie versehen. Das Design sollte bereits 2006 einen Ausblick auf Mazdas Designsprache für das Jahr 2020 geben. |
| Mazda Hakaze (2007) |
| Der im Frühjahr 2007 präsentierte Mazda Hakaze (von japanisch: „Federwind“) wurde bei Vercarmodel Saro im italienischen Orbassano entwickelt und wird mit einem 2,3-l-Ottomotor mit Turbolader und 267 PS (196 kW) Leistung, einem Allradantrieb und einem elektronisch geregelten Automatikgetriebe mit sechs Gängen angetrieben. Die erste Vorstellung des Wagens erfolgte virtuell im Second Life, dort konnte der Wagen auf Nagare Island gefahren werden.                                                                           |
| Mazda Ryuga (2007) |
| Sein Debüt erlebt der 2007 vorgestellte Mazda Ryuga (von japanisch: „anmutiger Fluss“) auf der North American International Auto Show in Detroit. Er wird von einem 2,5 l-MZR-Motor angetrieben, der auch mit Bioethanol E85 betankt werden kann. Die technische Ausstattung bilden unter anderem Außenkameras und ein multifunktionales Bedienfeld mit Touchscreen-Display. |
| Mazda Taiki (2007) |
| 2007 präsentiert Mazda auf der Tokyo Motor Show schließlich den Taiki, der mit verkleideten Hinterrädern sehr aerodynamisch gestaltet ist. Der Wagen ist 4,62 Meter lang und 1,95 Meter breit und folgt in seiner Gestaltung der Nagare-Designlinie von Mazda Nagare, Ryuga und Hakaze. |
| Mazda Furai (2008) |
| Mit dem Mazda Furai (von japanisch „Klang des Windes“) präsentiert Mazda 2008 eine Sportwagenstudie mit Dreischeiben-Wankelmotor und 450 PS. Der Furai sollte dabei eine Brücke zwischen Straße und Motorsport schlagen und wurde deshalb mit einem Courage-C65-Chassis aus der American Le Mans Series versehen. Das Design des Furai folgte der Nagare-Designlinie von Kabura, Nagare, Ryuga, Hakaze und Taiki. Im August 2008 wurde der Furai bei Testfahrten von Testern des Magazins Top Gear durch ein Feuer vollständig zerstört. |
| Mazda Kazamai (2008) |
| 2008 auf dem Moskau International Automobilsalon präsentiert, zeigt Mazda mit dem Kazamai (von japanisch: „Tanzender Wind“) ein Konzept-Mini-SUV. Das Design des Kazamai orientiert sich dabei an der Nagare-Gestaltung diverser Konzeptfahrzeuge aus den Jahren 2006 und 2007 und wird von einem 2,0-Liter-Benzindirekteinspritzer angetrieben. |
| Mazda Kiyora (2008) |
| Auch der ebenfalls 2008 präsentierte Kiyora (von japanisch: „Reinheit“) folgt der Nagare-Designsprache und ähnelt dem 2007 erschienenen Mazda2 DE. Der Kiyora wiegt aufgrund eines Kohlefaserrahmen und zahlreichen Leichtbaumaßnahmen rund 900 Kilogramm und wird von einem Vierzylinder-Motor der neuen Mazda-Motorengeneration angetrieben. |
| Mazda Shinari (2010) |
| Mit dem Mazda Shinari wird auf der Los Angeles Auto Show 2010 das erste Konzeptfahrzeug im neuen Kodo-Design präsentiert. Das Design stammt vom 2009 zum Chefdesigner ernannten Ikuo Maeda und soll unter anderem die Verbundenheit zur Natur und „äußere Schärfe“ vermitteln. Der Shinari bietet die Basis für das Design des Mazda6 GJ/GL, der ab 2012 in Serie geht. |
| Mazda Minagi (2011) |
| 2011 folgt mit dem Minagi das zweite Konzeptfahrzeug im Kodo-Design, die Präsentation erfolgt auf dem Genfer Auto-Salon. Zeitgleich erfolgt am Messestand die Premiere der neuen Skyactiv-Motoren von Mazda. Ab September 2011 geht der Minagi als Mazda CX-5 in Serie. |
| Mazda Takeri (2011) |
| Der im Kodo-Design gestaltete und Ende 2011 auf der Tokyo Motor Show erstmal präsentierte Mazda Takeri gilt wie der Shinari von 2010 als Vorläufer des Mazda6 GJ/GL ab 2012 und wurde optisch fast unverändert in die Serie übernommen. Eine technische Besonderheit des Takeri stellt das erste regenerative Bremssystem von Mazda dar. |
| Mazda Hazumi (2014) |
| Mit dem Mazda Hazumi (von japanisch „Aufspringen“) folgt erst auf dem Genfer Auto-Salon 2014 ein neues Konzeptfahrzeug von Mazda. Der Hazumi ist mit einem 1,5-Liter-Turbodiesel ausgestattet, der von den größeren Mazda-Selbstzündern die Skyactive-Technologie übernimmt. Als Mazda2 DJ geht der Hazumi ab Frühjahr 2015 in Europa in Serie. |
| Mazda Koeru (2015) |
| Unter dem Namen Koeru (von japanisch „einen Schritt weiter gehen“) zeigt Mazda 2015 auf der Tokyo Motor Show ein flach gestaltetes Crossover-SUV im Kodo-Design. Das Modell wird bis 2019 weiterentwickelt und erscheint schließlich als Mazda CX-30. |
| Mazda RX-Vision (2015) |
| Das Coupé Mazda RX-Vision erlebt seine Premiere 2015 auf der Tokyo Motorshow und ist mit einem Kreiskolben-Frontmotor und Hinterradantrieb bestückt. Im Mai 2020 wird das Konzeptfahrzeug in das Videospiel Gran Turismo Sport implementiert. |
| Mazda Vision Coupé (2017) |
| Gemeinsam mit dem Kai Concept wird auf der Tokyo Motor Show 2017 das Mazda Vision Coupé präsentiert. |
| Mazda Kai Concept (2017) |
| Als seriennahe Studie wird ebenfalls 2017 das Kai Concept präsentiert, das als Versuchsträger für den neuen Benzinmotor SKYACTIV-X dient und eine weiterentwickelte Form des Kodo-Designs zeigt. Es wird ab 2019 als Mazda 3 BP in Serie produziert. |
| Mazda Iconic SP Concept (2023) |
| Auf der Japan Mobility Show 2023 wurde das Coupé Mazda Iconic SP Concept präsentiert. |
| Mazda Arata (2024) |
| Auf der Beijing Auto Show 2024 zeigte Mazda eine Studie eines elektrisch angetriebenen Kompakt-SUV. |